# 병아리콩가루
병아리콩가루는 병아리콩(또는 벵골콩)을 빻아 만든 가루이다. 남아시아에서는 베산(힌디어: बेसन)으로 불리며, 영어권에서는 그램 플라워(gram flour→그램 가루)로도 알려져 있는데, 벵골콩이 영어로 "벵골 그램(Bengal gram)"이라 불리기 때문이다.

## 만들기
볶은 벵골콩이나 익히지 않은 벵골콩을 갈아 만든다.

## 요리
네팔, 방글라데시, 스리랑카, 인도, 파키스탄에서 베산은 도클라, 라두, 본다, 분디, 세브, 차클리, 카리, 파코라, 파파담 등 여러 가지 음식을 만드는 데 쓰인다.
미얀마에서 베산은 버마두부(또후)를 만드는 데 쓰인다.

## 같이 보기
- 콩가루
- 마이다
- 아타

1. ↑  National Academies of Sciences, Engineering, and Medicine; Health and Medicine Division; Food and Nutrition Board; Committee to Review the Dietary Reference Intakes for Sodium and Potassium (2019). 〈Chapter 4: Potassium: Dietary Reference Intakes for Adequacy〉.   Oria, Maria; Harrison, Meghan; Stallings, Virginia A. 《Dietary Reference Intakes for Sodium and Potassium》. The National Academies Collection: Reports funded by National Institutes of Health. Washington, DC: National Academies Press (US). 120–121쪽. doi:10.17226/25353. ISBN 978-0-309-48834-1. PMID 30844154. 2024년 12월 5일에 확인함.
2. ↑  United States Food and Drug Administration (2024). “Daily Value on the Nutrition and Supplement Facts Labels”. 《FDA》. 2024년 3월 27일에 원본 문서에서 보존된 문서. 2024년 3월 28일에 확인함.